# Боян Табаков
Боян Табаков е български футболист, играч на ПФК Левски (София), от 2010 г. под наем във ФК Любимец 2007. Играе като централен нападател или халф. Висок е 180 см.

## Кариера

### Юношески години
Табаков е продукт на Детско – юношеската школа на Левски, като в различните възрастови групи има отбелязани над 350 гола. Нападателят прави дебют за представителния отбор на Левски на 14 години и 8 месеца в контролна среща срещу Хасково и се нарежда в тройката на най-младите футболисти играли за Левски.

### Левски
На 17 години прави своя дебют за Левски в А група срещу отбора на Марек (Дупница). През лятото на 2007 г. Боян изкарва пробен период в турския Фенербахче при треньора Зико. Табаков изиграва няколко контроли с юношите на „фенерите“, отбеляза и голове в тях, но до трансфер не се стигна. На 11 октомври 2007 г. той участва в едноседмична тренировка с юношите до 19 години на Шалке 04 (Гелзенкирхен).
На 25 януари 2008 г. нападателят подписва първия си професионален договор с Левски, който е за 3-годишен период. На 1 октомври 2009 г. Табаков прави своя дебют за мъжкия отбор на Левски в мача за Лига Европа срещу Лацио.

### Локо Мездра
На 11 януари 2010 г. е изпратен под наем до края на сезона в състава на Локомотив (Мездра). Изиграва 12 мача.

### Любимец
От края на лятото на 2010 г. е даден под наем в отбора на ФК „Любимец“ 2007. Изиграва 19 срещи и вкарва 2 гола в Б група. В началото на 2011/12 скъсва коленни връзки и ще отсъства 6 месеца от терените.